# Bétous
Bétous es una comuna francesa situada en el departamento de Gers, en la región de Occitania.

## Demografía
| 85 | 94 | 52 | 53 | 55 | 74 | 82 |
| Para los censos de 1962 a 1999 la población legal corresponde a la población sin duplicidades (Fuente: INSEE [Consultar]) |    |    |    |    |    |    |